# Округ Карни (Небраска)
Карни (енгл. Kearney County) је округ у америчкој савезној држави Небраска.

## Демографија
По попису из 2010. године број становника је 6.489, што је 393 (-5,7%) становника мање него 2000. године.
| Група             | 2000.         | 2010.         |
| Белци             | 6.659 (96,8%) | 6.162 (95,0%) |
| Афроамериканци    | 11 (0,2%)     | 12 (0,2%)     |
| Азијати           | 16 (0,2%)     | 11 (0,2%)     |
| Хиспаноамериканци | 161 (2,3%)    | 244 (3,8%)    |
| Укупно            | 6.882         | 6.489         |